# Macaravita
Macaravita est une municipalité située dans le département de Santander en Colombie.